# Chimarra gigama
Chimarra gigama är en nattsländeart som beskrevs av Malicky 1989. Chimarra gigama ingår i släktet Chimarra och familjen stengömmenattsländor. Inga underarter finns listade i Catalogue of Life.